# Eleccions municipals de 2019 a Alforja
Les eleccions municipals de 2019 a Alforja van ser unes eleccions locals que es van celebrar el diumenge 26 de maig de 2019 a Alforja, com a part de les eleccions municipals espanyoles, per a elegir els 9 regidors de l'Ajuntament d'Alforja.
El partit polític Junts, liderat per Joan Josep García Rodríguez, va repetir la majoria absoluta.

## Sistema electoral
Les eleccions als ajuntaments de l'Estat espanyol estan fixades per celebrar-se el quart diumenge de maig cada quatre anys. El sistema electoral fa servir la regla D'Hondt amb representació proporcional, llistes tancades i una barrera electoral del 5% dels vots vàlids, que inclou els vots en blanc. La votació per a l'assemblea local es basa en el sufragi universal.
En les eleccions municipals, la circumscripció electoral és en l'àmbit municipal i el nombre d'escons (o sigui, regidors) a triar del municipi es determina en funció del nombre d'habitants censats en aquest municipi. En el cas de Alforja, en tenir 1.405 persones censades, l'hi correspon 9 regidors.

## Candidatures
El 30 d'abril del mateix any, la Junta Electoral de Zona de Reus va proclamar les tres candidatures del municipi d'Alforja en el Butlletí Oficial de la Província de Tarragona.
1. Junts per Alforja (JUNTS)
2. Esquerra Republicana de Catalunya-Acord Municipal (ERC-AM)
3. Partit dels Socialistes de Catalunya-Candidatura de Progrés (PSC-CP)

## Jornada electoral

### Constitució de les meses
En aquell moment, Alforja tenia una població de 1.788 habitants, dels quals 1.405 persones van ser cridades a votar a una de les urnes de les 2 meses que es van constituir al municipi.

### Participació
La participació en aquestes eleccions va ser de 73,8%, el qual cosa implica que un total de 1.037 ciutadans del municipi van decidir exercir el seu dret a vot. Comparant aquesta participació amb la mitjana catalana, Alforja ha registrat una xifra més alta, situant-se en 9,0 punts percentuals per sobre.
A continuació, es presenta una taula amb els percentatges de participació registrats a diferents hores del dia de les eleccions:
| Hores              | Alforja       |
| ------------------ | ------------- |
| Participació (14h) | 42,1% ( 6,5%) |
| Participació (18h) | 59,1% ( 8,5%) |
| Participació (20h) | 73,8% ( 8,9%) |

## Resultats
El partit polític Junts, liderat per Joan Josep García Rodríguez, va repetir la majoria absoluta.